# Chytriomyces verrucosus
Chytriomyces verrucosus är en svampart som beskrevs av Karling 1960. Chytriomyces verrucosus ingår i släktet Chytriomyces och familjen Chytridiaceae.   Inga underarter finns listade i Catalogue of Life.